# Cesare Antoniolli
Cesare Antoniolli (fl. XX secolo) è stato un compositore, arrangiatore e direttore d'orchestra italiano di musica popolare attivo durante il periodo 1900-1960.
Ha composto musica insieme a notevoli parolieri, arrangiato musica per importanti editori e diretto la sua orchestra supportando le famose star del canto nelle loro registrazioni. L'orchestra è stata variamente nominata come Orchestra Antoniolli, Orchestra da Ballo Antoniolli, Orchestra Melodica Napoletana Antoniolli e Orchestra Tropical Antoniolli. Ha svolto un importante ruolo creativo durante la grande depressione, negli anni della seconda guerra mondiale) e nella successiva rinascita del dopoguerra.

## Opere creative
Cesare Antoniolli compose musiche per canzoni popolari dell'epoca insieme a noti parolieri Danpa (Dante Panzuti) e Renzo Dolci.

Nell'ottobre del 1945, a pochi mesi dalla fine della guerra, si tenne un concerto pubblico a Milano nel grande Teatro del Popolo all'interno dell'orgoglio cittadino, il Castello Sforzesco (AD1360) che era stato gravemente danneggiato da un bombardamento alleato nel 1943. Il concerto organizzato dalla nuova agenzia governativa Ente Nazionale Assistenza Lavoratori (ENAL) comprendeva l'annuncio e l'esibizione da parte dei vincitori di un popolare concorso di cantautrice, il primo del genere nell'Italia del dopoguerra a conquistare i cuori della nazione (fino all'inizio del Festival di Sanremo nel gennaio 1951 e del Festival di Napoli nel 1952). Cesare Antoniolli e Renzo Dolci hanno vinto il primo premio nella seconda categoria (canzoni ritmiche) del concorso canoro nazionale con il loro brano "Dice quella lettera".
 

Una delle canzoni di Antoniolli e Danpa "Il Paradiso Dei Baci" fu eseguita al secondo Festival di Zurigo nel settembre 1958.
È stata cantata dalla star cantante Fiorella Bini, accompagnata dall'orchestra di Eros Sciorilli e registrato su Cetra.

### Composizioni
- In Val Gardena (C'è Un Trenin) Antoniolli/Danpa, Swing-Moderato, Panagini
- La Maestrina Dalla Penna Rossa Antoniolli/Danpa, Slow, Panagini 1955
- Il Pendolino Antoniolli/Danpa, Moderato, Panagini 1957
- Una Voce Nella Sera Antoniolli/Danpa, Slow, Chillin 1951
- A Fior Di Labbra Antoniolli/Danpa, Valzer-Lento, VIS-Radio 1956
- Fotocine Antoniolli/Dolci, Foxtrot-Allegro, Menestrello 1940
- Dice Quella Lettera Antoniolli/Dolci 1945
- Amarsi In Silenzio Antoniolli/Dolci, Euterpe 1946
- Il Paradiso Dei Baci Antoniolli/Danpa, Valzer Lento, 1951
- Forza Piola! Antoniolli/Danpa, Mazurka Ranchera, Panagini 1952
- Fa Molto Capri Antoniolli/Antoniolli, Swing-Moderato, Chillin 1952

## Pubblicazioni
Cesare Antoniolli ha creato musiche e arrangiamenti per canzoni popolari con importanti case editrici Edizioni Panagini (Novara), Edizioni Leonardi (Milano), Edizioni Musicali Chillin (Torino), Edizioni Musicali Menestrello (Milano), Redi Edizioni Musicali (Milano), VIS-Radio (Napoli) e Edizioni Musicali Euterpe (Genova). Oltre alla piccola selezione di arrangiamenti elencate di seguito, ha creato arrangiamenti delle sue composizioni e una libreria funzionante per la sua orchestra, da semplici spartiti per pianoforte/voce a spartiti per orchestra popolari.
In diverse occasioni ha lavorato al fianco del compositore Gino Redi (di Redi Edizioni Musicali e Redi/Ponti/De Laurentis) in particolare firmando l'arrangiamento per la canzone di Redi/Galdieri "T'ho Voluto Bene" cantata da Flo Sandon's nel film del 1951 "Anna". La canzone è stata successivamente tradotta in inglese e ha avuto un successo mondiale come "Non Dimenticar" di Nat King Cole nel 1958.

### Arrangiamenti
- Pusilleco 'Nsentimento G.Cioffi/DeLutio, Fox-Moderato, Leonardi 1949
- Famme Durmi' Panzuti/Danpa, Swing, Leonardi 1951
- Ricordi?...(il Primo Ballo) Alvaro/Alvaro, Slow, Style-Leonardi 1951
- Un'Altra Sigaretta Alvaro/Colombi, Beguine-Lento, Style-Leonardi 1951
- Non Sparate...(Nel Pianista) Alvaro/Testoni, Canzone-Swing, Style-Leonardi
- E Passa Un Altro Giorno! D'Arena/Marena/Volpi, Slow, Style-Leonardi
- Cancello Chiuso Redi/Bertini, Canzone-Beguine, Redi 1951
- T'ho Voluto Bene (Non Dimenticar) Redi/Galdieri, Canzone Slow, RPD 1951

## Registrazioni
Il lavoro orchestrale di Cesare Antoniolli comprende l'accompagnamento e la direzione di registrazioni con i cantanti Teddy Reno, Lello Perrelli, Tati Casoni, Gigi Marra e Serafino Bimbo. Questi sono stati prodotti dalle case discografiche Durium Records, Compagnia Generale del Disco (CGD) e Cetra. La ricerca condotta su Internet ha scoperto le immagini di un totale di trentacinque etichette discografiche stampate con il nome di Antoniolli tra il 1930 e il 1952 in questa veste. 
La strumentazione delle orchestre di musica popolare dell'epoca comprendeva pianoforte, contrabbasso, batteria, una piccola sezione di ottoni e legni, fisarmonica, una piccola sezione di archi, percussioni e chitarra acustica. E per concerti dal vivo più grandi e sessioni di registrazione sono stati aggiunti un duo o un trio vocale femminile e/o maschile.
Nel 1948, appena nel primo anno a Milano del cantante Teddy Reno (e avendo appena fondato la casa discografica CGD alla tenera età di 22 anni), l'Orchestra da Ballo di Cesare Antoniolli lo accompagnò in una registrazione della canzone di Frank Sinatra "Day By Day" (Cahn/Stordahl/Weston). La canzone è stata tradotta in italiano come "Oggi O Mai" dal famoso paroliere Ardo (Matteo Treppiedi), che ha anche tradotto la versione italiana di "La Raspa" (Grant/Nisa) del cantante Serafino Bimbo con l'accompagnamento dell'Orchestra Antoniolli nel 1949.
Cesare ha registrato otto canzoni in stile latino-americano/cubano con la cantante Tati Casoni, l'unica volta che il suo nome sulle etichette discografiche includeva la sua iniziale. Registrati sull'etichetta Cetra alcuni dei brani sono stati tradotti da importanti parolieri Giacomo Mario Gili (pseudo. Larici) (1906-1996), Enzo Luigi Poletto (1906-1983), Testoni e Panzeri. Il suo ensemble si chiamava Orchestra Tropical C. Antoniolli e le canzoni registrate a Torino nell'ottobre 1950 e nel gennaio 1951, subito dopo il periodo in cui Tati Casoni aveva fatto diverse tournée in Sud America.
La star del canto napoletano Lello Perrelli ha registrato almeno diciotto canzoni nel suo dialetto locale con l'Orchestra Melodica Napoletana Antoniolli. Sono stati tutti prodotti sull'etichetta CGD Blue e sono il più grande gruppo di lavoro di Cesare Antoniolli riscoperto nel corso di questa ricerca.

### Orchestra Melodica Napoletana diretta dal Maestro Antoniolli, canta Lello Perrelli
- Tradimento D'Esposito/Resti, CGD Blue 1930
- Peccato Cunfessato Barzizza/Manilo, CGD Blue
- 'A Riggina D' 'E Tarantelle Giannini/Raul, CGD Blue 1948
- 'E Campane Napulitane D'Esposito/Nisa, CGD Blue
- Maria È Robba Mia Capodanno/Trusiano, CGD Blue
- Cara Lucia Mazzocco/Murolo, CGD Blue
- Sciummo Concina/Bonagura, CGD Blue
- 'O Principe Indiano Vincenzo Emilio/Barille, CGD Blue
- Tuppe Ttu' Giuliani/Rotondella, CGD Blue
- Sarta 'E Biancheria Napolitano/Rendine, CGD Blue
- Margellina Bonagura/Bonagura, CGD Blue
- Nustalgia Bonagura/Bonagura, CGD Blue
- Core 'Ngrato (Catari, Catari) Cardillo/Cordiferro, CGD Blue
- Passione Bovio/Valente/Tagliaferri, CGD Blue
- So' Nnammurato 'E Te Falcomata/Manilo, CGD 1952'
- Mandulino Napulitano Rossi/Nisa, CGD 1952
- Surriento D' 'E Nnamurate Bonagura/Benedetto, CGD 1952
- Nu Quarto 'E Luna Oliviero/Manlio, CGD 1952

### Orchestra Antoniolli, canta Teddy Reno
- Vorrei Piangere Mascheroni/Mascheroni, Slow, CGD Red
- Amarti Con Gli Occhi Rossi/Colombi, Valzer-Lento, CGD Red
- Ti Ho Scritto Tante Volte Ceragioli/Testoni, SlowMod., CGD Red 1948
- Donde Vas Brigada/Pinchi, Foxtrot, CGD Red

### Orchestra Antoniolli, canta Serafino Bimbo
- La Raspa Grant/Nisa/Ardo, Raspa, CGD Red 1949

### Orchestra Da Ballo diretta dal Maestro Antoniolli, canta Teddy Reno
- Vola, Colomba!... Cherubini/Concina, Moderato, CGD Blue 1952
- Ninna, Nanna (Ai Sogni Perduti) Testoni/Panzeri/Bassi, Canzone-Beguine, CGD Blue 1952
- Aggio Perduto O Suonno Redi/Natili, Canzone-Slow, CGD Red 1952
- Oggi O Mai (Day By Day, Sinatra 1946) Cahn/Stordahl/Weston/Ardo, *Slow-Moderato, CGD Red 1948
- Addio Vetturino C.A.Rossi/Capece, Canzone-Slow, CGD Blue

### Orchestra diretta dal Maestro Antoniolli, canta Tati Casoni
- Buona Notte, Angelo Mio MacGillar/Danpa/Pallesi, Slow, Leonardi/Durium 1946
- Brasilena Redi/Nisa, Fox-Rumba, Durium 1946
- Cantando Con Le Lacrime Agli Occhi Panzeri/Mascheroni, Slow-Fox, *Melodi/Durium 1946
- Male D'Amore D'Anzi/D'Amico, Durium 1947
- Non Ho Piu...La Veste A Fiori Blu, D'Anzi/D'Amico, Durium 1947
- Basta Un Po' Di Swing Panzuti/Danpa, Durium 1947

### Orchestra Tropical diretta dal Maestro C.Antoniolli, canta Tati Casoni
- “Un Poquito” Del Tuo Amor Gutierrez/Larici, Bolero-Mambo, Cetra 14 Oct.1950
- La Mucura (La Secchia) Fuentes/Poletto, Canzone Guaracha, Cetra 14 Oct.1950
- Dolcissimo Mambo Morato/Testoni-Panzeri, Bolero-Mambo, Cetra 14 Oct.1950
- Madrid Lara/Larici-Testoni, Bolero, Cetra 14 Oct.1950
- Un Miracolo Lecuona/Poletto, Bolero-Beguine, Cetra 17 Jan.1951
- Contigo Estrada-Baez, Bolero, Cetra 17 Jan.1951
- Adios Mariquita Linda Jimenes/Jimenes, Bolero, Cetra 17 Jan.1951
- Ti Amo (Cuatros Vidas) Carreras/Jarver/Poletto, Bolero, Cetra 17 Jan.1951

### Orchestra diretta dal Maestro Antoniolli, canta Gigi Marra
- Forza Piola! Antoniolli/Danpa, Mazurka Ranchera, Panagini 1952

### Orchestra diretta dal Maestro Eros Sciorilli, canta Fiorella Bini
- iL Paradiso Dei Baci Antoniolli/Danpa, Valzer-Lento, Cetra 1951 (eseguita al Festival di Zurigo, Settembre 1958)

## Pubblicità
Nella rinomata pubblicazione italiana "Musica, Rassegna Della Vita Musicale Italiana" poi denominata Musica e dischi, l'attività di Cesare Antoniolli come compositore e direttore d'orchestra è stata citata sei volte in articoli e pubblicità tra il 1945 e il 1952. Queste sole citazioni coprono ventisei brani prodotti nel periodo, a cominciare da un articolo che descrive il concerto del Castello Sforzesco in prima pagina della sua prima edizione pubblicata nell'ottobre 1945. 

## L'Isola di Capri
Nel 2010 è stata riscoperta una canzone del 1952 per la quale Cesare Antoniolli aveva scritto sia le parole che la musica "Fa Molto Capri", ri-registrata e inserita in un archivio storico di canzoni sull'Isola di Capri. I suoi testi suggeriscono come i visitatori dovrebbero vestirsi e comportarsi a Capri per essere alla moda. L'archivio ha preso la forma di un magnifico libro "Capri Dei Sognatori" prodotto da notevoli scrittori/musicisti capresi Vincenzo Faiella e Sergio Vellino.